# Grade Automobilwerke

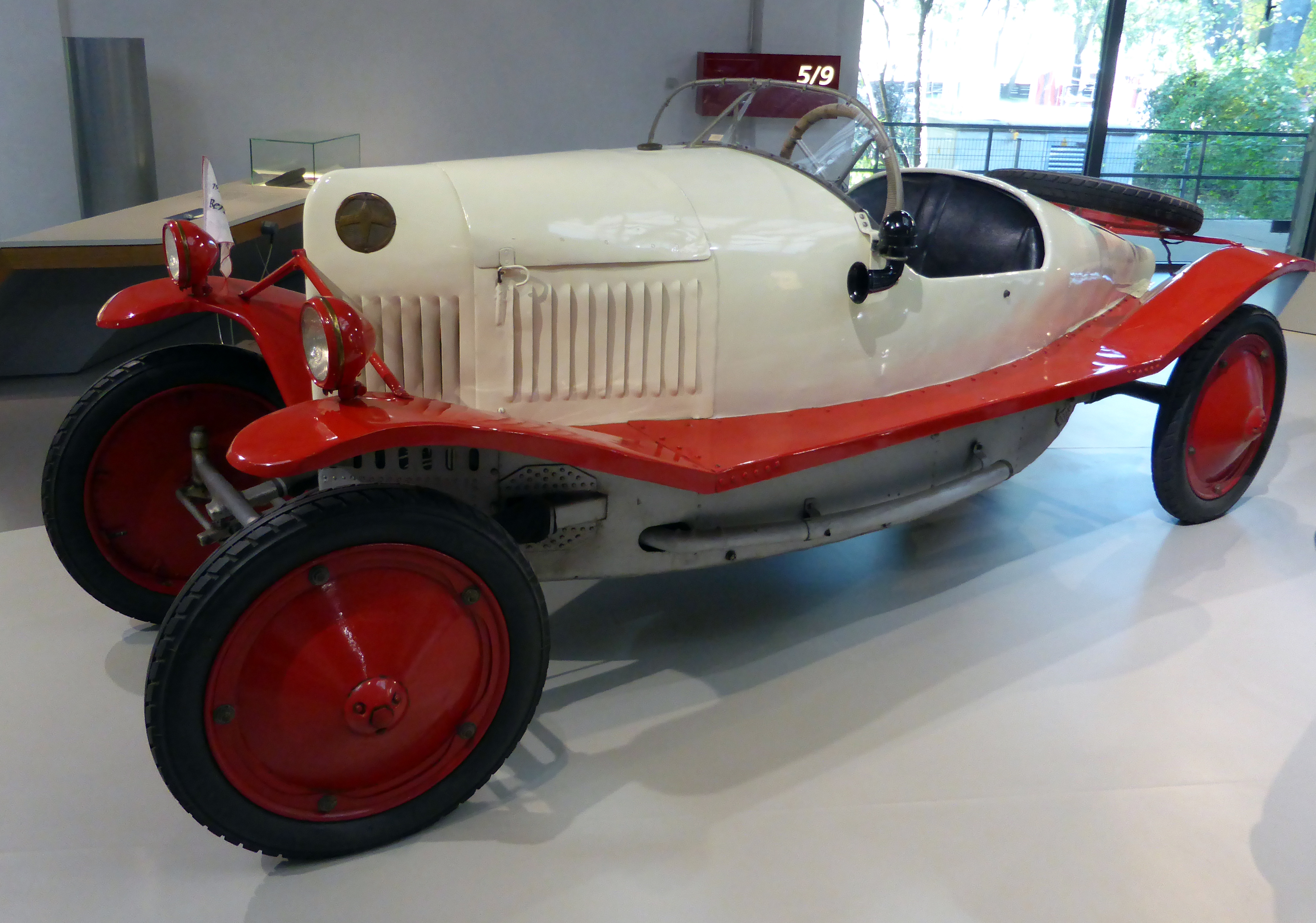
Grade 4/16 PS, r. v. 1922 (vystaven v Deutsches Technikmuseum Berlin)

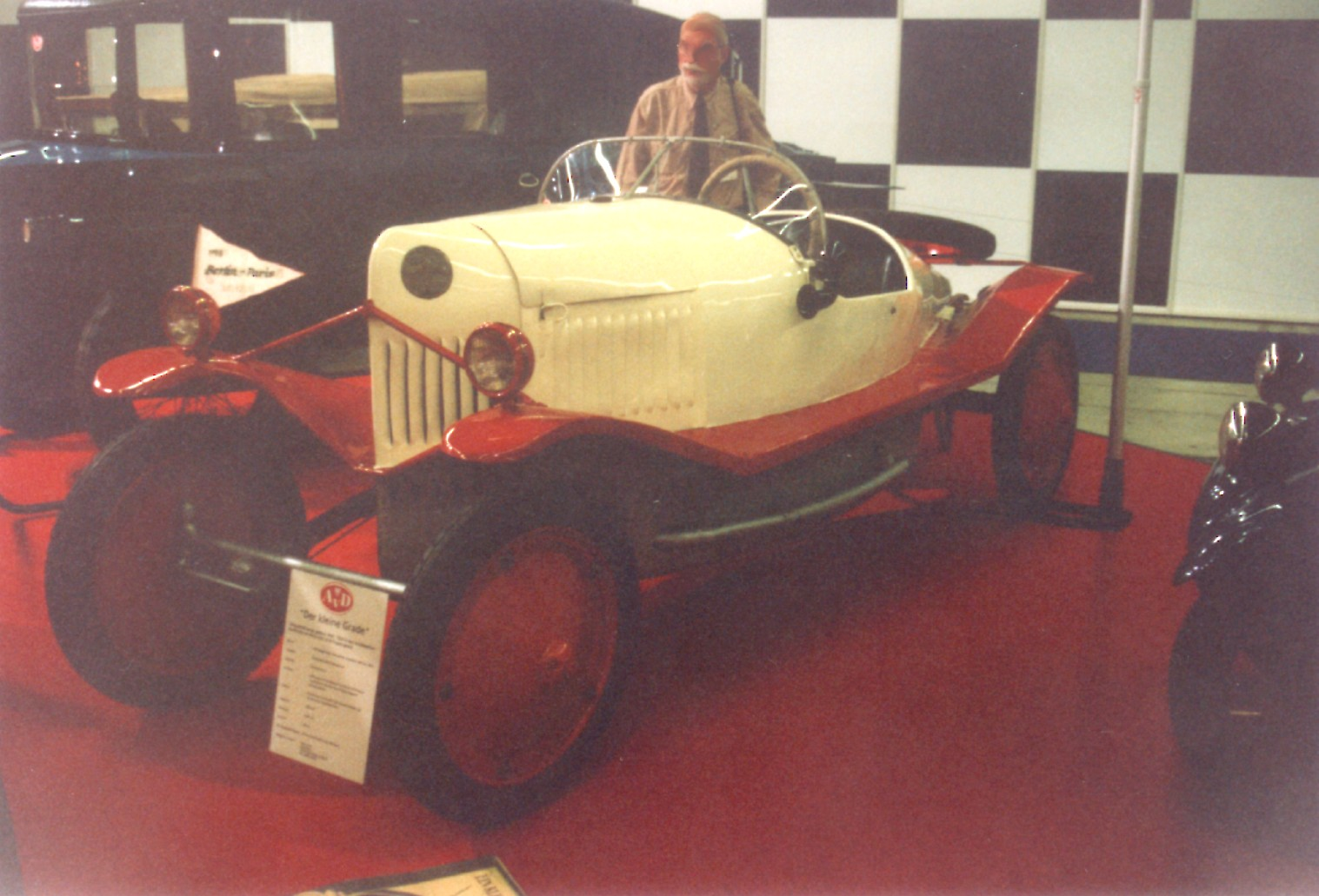
Grade Kleinwagen 4/16 PS (1922–1928)

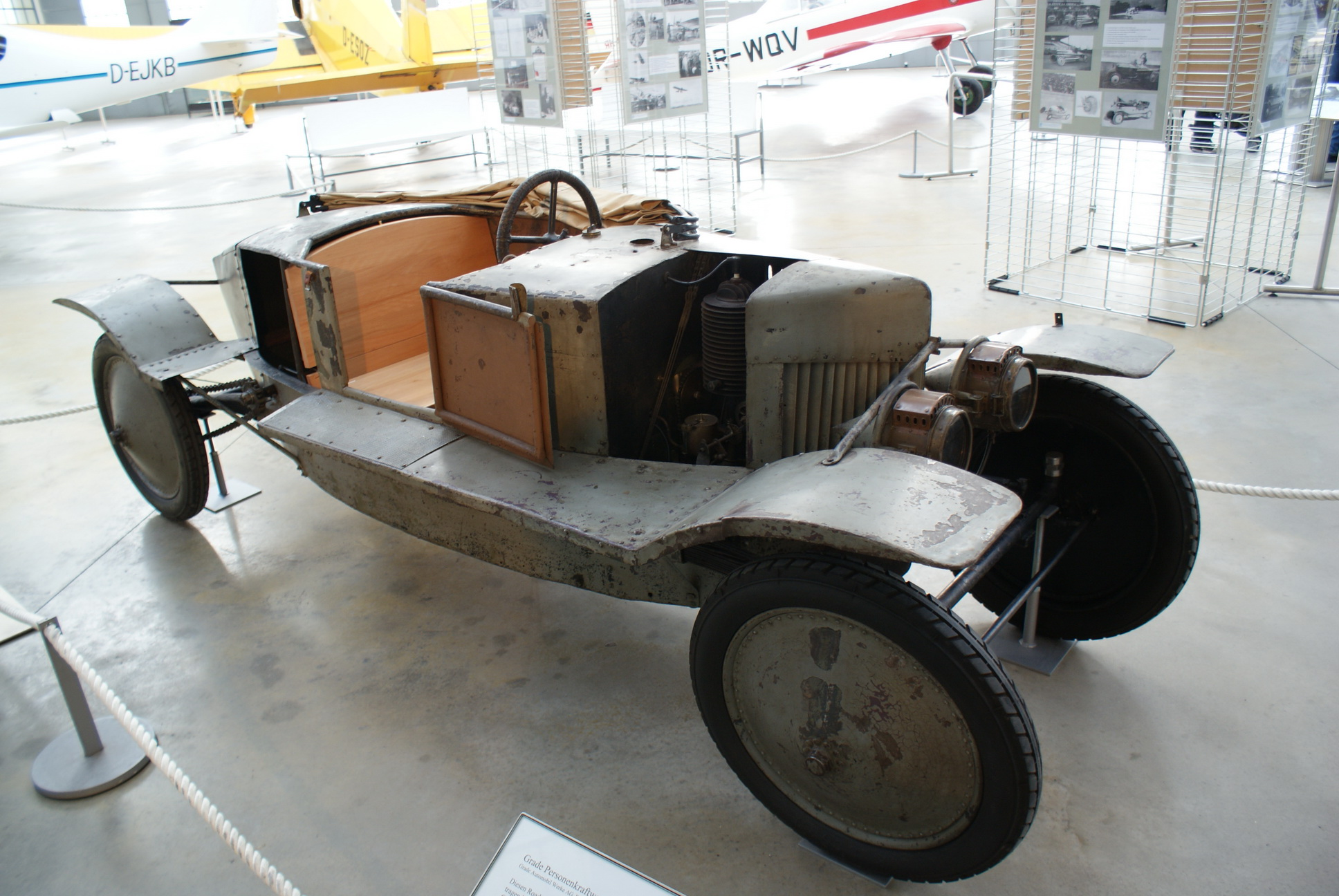
Grade Kleinwagen

Grade Automobil AG, původně Grade Automobilwerke AG, byl německý výrobce automobilů, který v letech 1921 až 1928 vyráběl v braniborském Borku (dnes Borkheide) malé automobily.

## Historie firmy
Protože výrobu letadel a s tím spojené činnosti v poválečném Německu zakazovala Versailleská smlouva, musel se konstruktér letadel a průkopník letectví v Německu Hans Grade, stejně jako další výrobci letadel, věnovat jinému oboru. V roce 1921 založil Hans Grade firmu Grade Automobilwerke AG. Ještě v roce 1921 představila firma na berlínské automobilové výstavě malý otevřený dvousedadlový automobil. 4. března 1924 slavila továrna výrobu tisícího vozu. V létě 1924 se přesto dostavily finanční těžkosti, továrna přešla pod nucenou správu. V roce 1925 se změnila vlastnická struktura a vznikla akciová společnost Grade Automobil AG. V roce 1928 však produkci vozidel ukončila. Celkem vzniklo asi 2000< nebo 2500 vozidel.
V roce 1977 existovaly ještě tři dochované vozy značky Grade.
V rakouském Klosterneuburgu vznikla pobočka Austro-Grade Automobilfabrik, ta vyráběla automobily značky Austro-Grade v letech 1923 až 1926.

## Vozidla

### Grade F 1
V roce 1921 představený model Grade F 1 byl osazen jednoválcovým-dvoutaktním motorem s vrtáním 97 mm, zdvihem 120 mm a objemem 887 cm³ o výkonu 12 koní Do konce roku 1921 vzniklo jen několik exemplářů.

### Grade F 2 a F 2 A
Koncem roku 1921 nebo začátkem roku 1922 vznikl typ Grade F 2. Měl dvouválcový motor s vrtáním 70 mm, zdvihem 105 mm o objemu 808 cm³ vlastní konstrukce. Motor poskytoval výkon 14, později 16 koní. Vůz měl samonosnou karoserii. Poháněl jej dvouválcový motor, jeho výkon byl přes převodovku a řemeny přenášen na zadní nápravu.. Vůz neměl diferenciál, tento lehký konstrukční princip se podobal cyclecarům, ačkoliv vůz Grade byl podstatně větší. V roce 1924 byl tento typ nejprodávanějším malým automobilem v Německu.
V roce 1925 následoval typ Grade F 2 A. Jeho motor byl vylepšen, měl výkon 16 koní. Rozvor byl zmenšen z 2950 na 2900 mm. Rozchod kol byl stále 1000 mm. Vůz byl vybaven elektrickým osvětlením a startérem.
Poté, co automobilky Opel a Hanomag uvedly na trh své malé vozy, nemělo lehké vozidlo Grade s karosérií ve tvaru lodi na trhu šanci. Také jeho cena 3000 říšských marek byla v roce 1924 příliš vysoká, vůz Hanomag 2/10 PS byl podstatně levnější.
| Typ                       | Kleinwagen 4/16 PS                      |
| Období výroby             | 1922 – 1928                             |
| karoserie                 | dvoumístný roadster                     |
| motor                     | řadový dvoutaktní dvouválec             |
| ventily                   | bez ventilů                             |
| vrtání × zdvih            | 70 mm × 105 mm                          |
| objem                     | 808 cm³                                 |
| výkon                     | 10,3–11,8 kW (14–16 k)                  |
| při otáčkách              | 1800 min−1                              |
| kompresní poměr           | 4,8 : 1                                 |
| spotřeba                  | 8 l /100 km                             |
| převodovka                | čtyřstupňová                            |
| max. konstrukční rychlost | 75 km/h                                 |
| pohotovostní hmotnost     | 400 kg                                  |
| elektrické napětí         | 6 Volt                                  |
| délka                     | 3670 mm                                 |
| šířka                     | 1250 mm                                 |
| výška                     | 1700 mm (se stahovací střechou)         |
| rozvor                    | 2950 mm (1922–1924) 2900 mm (1925–1928) |
| rozchod vpředu/vzadu      | 1000 mm / 1000 mm                       |
| pneumatiky                | 710 × 90 HD                             |

### Grade F 4 A
Typ Grade F 4 A vznikl v roce 1926. Byl osazen dvoutaktním čtyřválcovým motorem o objemu 980 cm³ a výkonu 24 koní (vrtání 56 mm, zdvih 100 mm). Rochod kol byl 125 cm, rozvor 300 cm. Tento model byl vybaven diferenciálem. Karoserie poskytovala místo pro čtyři osoby. Do roku 1928 vzniklo jen několik vozů.